# 흰녹균속
흰녹균속 또는 흰녹가루병균속(Albugo)은 난균류 속의 하나이다. 진균류(眞菌類, Eumycota/Eumycetes)가 아니다. 일부는 흰녹균과(Albuginaceae)를 노균목에 포함시켜 분류하기도 한다. 흰녹가루병균(A. candida)는 배추과 식물에 흰녹가루병(또는 백수병(白銹病))을 일으킨다.

## 하위 종
| - 흰녹가루병균(A. candida) - A. capparidis - A. capparis - A. caryophyllacearum - A. chardoni - A. evolvuli - A. gomphrenae | - A. hesleri - A. hohenheimia - A. ipomoeae-panduratae - A. laibachii - A. leimonios - A. lepidii - A. lepigoni | - A. mauginii - A. occidentalis - A. resedae - A. rorippae - A. trianthemae - A. tropica |

## 같이 보기
- 식물병리학